# 맨드라미
맨드라미는 비름과의 한해살이풀로 학명은 Celosia cristata이다.

## 분포
원산지는 아시아, 아메리카, 서인도 제도의 열대지역이다.

## 명칭
꽃의 모양이 수탉의 볏과 비슷하여 한자로는 계관화(鷄冠花)라고 쓴다.

## 특징
한해살이풀로 높이는 90 cm 정도이며 줄기는 전체에 털이 없이 곧고 단단하며 간혹 붉은색을 띤다. 잎의 길이 5~10 cm이며 어긋나고, 잎자루는 긴 타원형이다.

### 꽃
꽃은 닭벼슬 모양이며 줄기 끝에 달리고, 꽃받침은 바늘모양으로 5조각이며 끝이 날카롭다. 수술은 5개이고 꽃받침보다 길며, 암술은 1개이고 암술대는 길다. 꽃은 홍색·황색·백색으로 7~10월에 핀다. 열매는 달걀꼴로 숙존 꽃받침이 있고 옆으로 벌어진다. 씨앗은 3~5개이고 검은색이며 광택이 있다.

## 이용
씨앗에는 지방유와 니코틴산 등이 들어 있으며, 한방에서 충혈되거나 백태가 끼는 안과 질환에 효과가 있다. 꽃 역시 한방에서 약재로 쓰는데 말린 것은 간경(肝經)과 대장경(大藏經)에 작용하여 지혈·지사에 쓰인다. 그외에도 장출혈이나 토혈 등의 처방에도 이용된다.

## 참고 문헌
- 이 문서에는 다음커뮤니케이션(현 카카오)에서 GFDL 또는 CC-SA 라이선스로 배포한 글로벌 세계대백과사전의 내용을 기초로 작성된 글이 포함되어 있습니다.